# Хиллсонг (церковь)
Церковь «Хиллсонг» (англ. Hillsong Church) — евангелическая пятидесятническая мегацерковь и деноминация в Сиднее, Австралия. Основана в 1983 году Брайаном Хьюстоном и его женой в пригороде Сиднея Болкхем Хиллс, первоначально называлась «Центр христианской жизни». Согласно собственным данным, в Австралии она насчитывает более 21 000 членов.

## «Хиллсонг» в Австралии
Церковь Хиллсонг стала известна на международном уровне в основном благодаря своим музыкальным группам и их телевизионным программам. Телевизионная программа Hillsong представлена более чем в 160 странах. Известными сотрудниками являются основатели и пасторы Брайан Хьюстон и его жена Бобби, международный координатор Кристин Кейн и музыканты Darlene Zschech, David Reidy, Reuben Morgan, Joel Houston, Marty Sampson, Brooke Fraser, Miriam Webster, Mia Fieldes, Steve McPherson und Jonathon Douglass. Hillsong Music была несколько раз с разными альбомами в верхних строчках австралийских чартов.
Организатор ежегодной международной конференцию Hillsong, которая ежегодно привлекает десятки тысяч людей в Сидней, Лондон, Киев, Стокгольм и Амстердам, а также через продажи альбомов и христианские мероприятия и богослужения. Согласно его собственной информации, церковь посещается еженедельно более чем 20 000 верующих.
Впервые появилась в Сиднее после того, как её будущие основатели Брайан и Бобби Хьюстон узнали, что жителям северо-западного района города недостаёт «живой» современной церкви. В августе 1983 года они открыли поместную церковь «Центр христианской жизни Хиллс». Её задачу они определили так: «Повлиять на весь мир, строя большую церковь на Библейском основании, изменяя мировоззрение людей и обучая их принципам лидерства и влияния во всех сферах жизни». С точки зрения приверженцев этой церкви, именно такое видение и стало причиной её роста. Первоначально в ней было 45 членов, а сегодня она известна как церковь «Хиллсонг» с общей численностью более 18 000 человек. В 1997 году пастор Брайан Хьюстон был также избран Президентом австралийского отделения «Ассамблей Божьих» — крупнейшего и старейшего пятидесятнического объединения церквей в мире, основанного в 1914 году. Хьюстон оставался на этом посту до 2009 года.

## «Хиллсонг Лондон»
Церковь в Лондоне была основана пастором Джерардом Кином, который позже переехал в г. Перт в Австралии, чтобы открыть там новую церковь. С 1999 года церковь возглавляет пастор Гэри Кларк со своей женой Кэти. С 2003 года количество членов церкви ежегодно удваивается и в настоящее время составляет около 8000 человек . Согласно видению пастора Хьюстона, церковь «Хиллсонг Лондон» должна стать базой для открытия новых церквей и служений в Западной Европе, а также оказания помощи любым другим церквям, желающим с ней сотрудничать. В результате её члены открыли церковь в Париже, регулярное служение в г. Ньюкасл в Англии, а также проводят христианские конференции.
Выходцы из церкви «Хиллсонг Лондон» — Дэниел Бедингфилд и Наташа Бедингфилд стали поп-звёздами мирового масштаба.

## «Хиллсонг Киев»
Церковь «Хиллсонг» в Киеве была открыта несколькими группами миссионеров из США и Австралии 4 октября 1992 года и называлась «Киевский Центр Христианской Жизни» вплоть до 2000 года. Огромную роль в открытии церкви принимала христианская организация CBN и её руководитель в странах СНГ Стив Вебер. Церковь «Хиллсонг Киев» должна была стать базой для открытия новых церквей и служений в странах бывшего СССР и поэтому, первый пастор церкви Дарко Кулджак передал руководство церкви своим воспитанникам Евгению и Вере Касевич, которые были частью команды с самого первого дня основания церкви и 1 июня 1997 года они были рукоположены им на роль старших пасторов независимой украинской церкви с духовным покровительством церкви Хиллсонг в Австралии. Исполняя видение пасторов Евгения и Веры влиять на все русскоговорящие народы, церковь проводила масштабные лидерские и женские конференции, производила альбомы прославления и насаждала церкви. Как часть видения пастора Евгения, была насаждена и церковь в Москве при финансовой и волонтёрской поддержке Киевской церкви. 
Евгений и Вера Касевич прекратили служение пасторов 14 марта 2014 года, передав руководство церковью Австралийскому лидерству. В настоящее время пастором «Хиллсонг Киев» является Юрий Равнушкин. Церковь насчитывает около 2000 членов.

## «Хиллсонг Москва»
Датой рождения московской церкви «Хиллсонг» можно считать 1 марта 2007 года — день проведения первого из трёх концертов, посвящённых открытию церкви в Москве, однако первые богослужения прошли спустя несколько месяцев. На декабрь 2014 года московская церковь имеет около 250 партнёров. Церковь «Хиллсонг» в Москве является самостоятельной общиной, возглавляемой Вадимом и Анной Фещенко.

## «Хиллсонг» Кейптаун
Церковь «Хиллсонг», Кейптаун была основана Филом Дули, бывшим пастором австралийского «Хиллсонг». В ЮАР церковь действует с марта 2008 года.

## Критика
Помимо общих критических замечаний, высказываемых христианами непятидесятнических и нехаризматических конфессий в отношении богословия и богослужебной практики пятидесятников и харизматов, относительно церкви «Хиллсонг» высказываются следующие мнения.

### Критика богословия
- В адрес церкви звучит критика в связи с некоторыми моментами её учения. В Австралии лидеры баптистской, Римско-католической и Англиканской церквей утверждают[источник не указан 3280 дней], что учение церкви «Хиллсонг» о материальном богатстве (так называемое «Евангелие процветания») — вредоносно.
- Рукоположение женщин и допущение женщин к служению слова, каковое имеет место в «Хиллсонг»[7], консервативными христианами считается серьёзным нарушением принципов Нового Завета (изложенных, в частности, в 1Кор. 14:34, 35; 1Тим. 2:11—14).
- В некоторых отделениях Хиллсонг не осуждается гомосексуальность, открытые представители гомосексуальной ориентации допускаются к лидерскому служению. Один из руководителей Хиллсонг в Нью-Йорке, Карл Ленц считает, что в новозаветном христианстве гомосексуальность не осуждается.[8].

### Критика практических моментов
Некоторые консервативные направления протестантских церквей считают, что 
- духовная музыка не может сочетать в себе яркую, стилизованную под «светскую» музыку, смесь рок- и поп-стилей с христианскими текстами[9][10].
- церковь «Хиллсонг» уделяет недостаточное внимание учению об отделении от мира в сфере развлечений, внешнего вида и каждодневного поведения христианина (1Тим. 6:3) [11].